# Берензас (Мисківський міський округ)
Беренза́с (рос. Берензас) — селище у складі Мисківського міського округу Кемеровської області, Росія.

## Населення
Населення — 360 осіб (2010; 399 у 2002).
Національний склад (станом на 2002 рік):
- росіяни — 88 %